# Fabriciana nerippe
Fabriciana nerippe är en fjärilsart som beskrevs av Felder 1862. Fabriciana nerippe ingår i släktet Fabriciana och familjen praktfjärilar. Inga underarter finns listade i Catalogue of Life.